# 竹田皇子
竹田皇子（たけだのみこ、生没年不詳）は、飛鳥時代の皇族。父は敏達天皇、母は皇后炊屋姫（推古天皇）。名前の由来は葛城地方の地名から。竹田王、小貝王とも。

## 経歴
用明天皇の崩御後、押坂彦人大兄皇子と共に有力皇位継承権者であったと『日本書紀』などでは記されているが、叔父の穴穂部皇子を推す勢力から敵視され、用明天皇2年（587年）にはその一派である中臣勝海に像を作り呪詛されている。
当時勢力を拡大していた蘇我氏にとって、蘇我稲目の孫にあたる炊屋姫から生まれた竹田皇子が即位すると蘇我氏の権勢を増大させるのに有利に運ぶことから、早くから皇位継承の有力候補と目されていた。敏達天皇崩御時には皇子は幼少であった事や異母兄である押坂彦人大兄皇子を擁立する動きもあったため、即位が見送られ敏達天皇の皇兄弟の橘豊日尊が即位する。これが用明天皇だが、天皇は即位後わずか2年で崩御してしまう。
これにより蘇我氏と物部氏による皇位継承を巡る争いに発展する。蘇我馬子と物部守屋との合戦の際には、叔父の泊瀬部皇子（崇峻天皇）、従兄弟の厩戸皇子（聖徳太子）や異母兄弟の難波皇子、春日皇子と共に馬子側について従軍した。この合戦後に泊瀬部皇子は即位するが、竹田皇子は史料から登場しなくなる。恐らくこの前後に薨去したものと思われる。また、一説には崇峻天皇即位時、推古天皇即位時には竹田皇子がいまだ成年に達していなかったために即位が見送られ、推古天皇即位後間もなく薨去したため厩戸皇子立太子となったともいう。

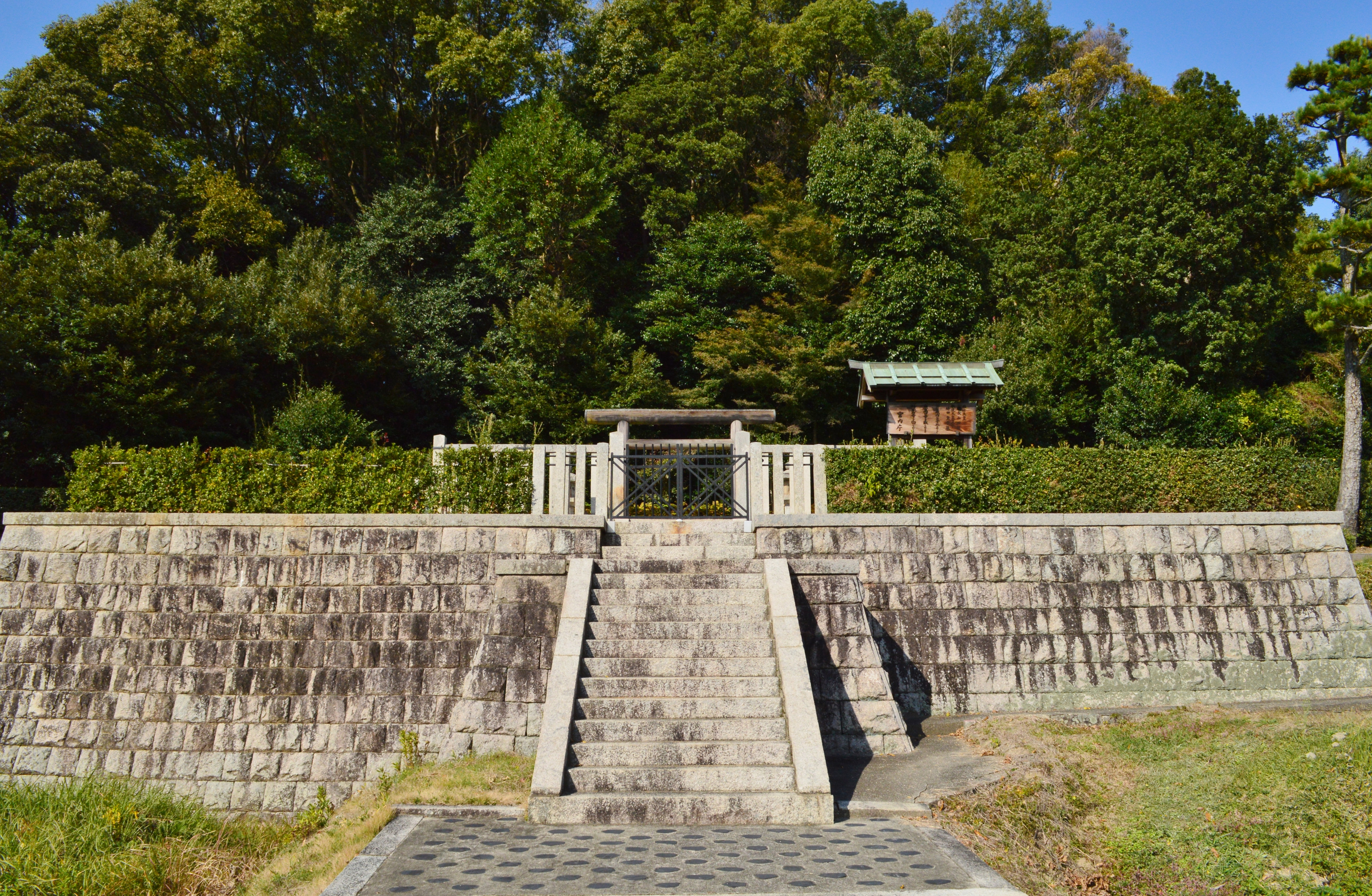
推古天皇 磯長山田陵・
竹田皇子墓
（大阪府南河内郡太子町）

皇子の墓は『日本書紀』に推古天皇が竹田皇子の墓に合葬するように遺詔したことから、推古天皇陵として治定されている磯長山田陵（大阪府南河内郡太子町大字山田）とされる（『日本書紀』は陵墓名を記さず）。近年では奈良県橿原市五条野町にある植山古墳が『古事記』に見える一時合葬していた大野岡上陵とされている。